# Laville-aux-Bois
 Laville-aux-Bois  es una población y comuna francesa, en la región de Champaña-Ardenas, departamento de Alto Marne, en el distrito de Chaumont y cantón de Chaumont-Nord.

## Demografía
| 118 | 134 | 154 | 250 | 223 | 198 |
| Para los censos de 1962 a 1999 la población legal corresponde a la población sin duplicidades (Fuente: INSEE [Consultar]) |     |     |     |     |     |